# Александър Андоновски
Александър Андоновски с псевдоним Цане (на македонска литературна норма: Александар Андоновски) е политик от Народна Република Македония.

## Биография
Роден е през 1936 г. След гръцката гражданска война е изпратен в Югославия. Учи в Битоля и Скопие. Бил е помощник-секретар на министерството на вътрешните работи на СФРЮ, както и финансов министър. В шестнадесетото правителство на Социалистическа република Македония е първоначално член, а след това и републикански секретар (министър) за финанси в Изпълнителния комитет на СРМ, а в седемнадесетото член и републикански секретар за вътрешни работи. С негова помощ се изграждат термоцентралата Битоля, колектора на град Охрид, редица сгради в Охрид и Скопие. Умира на 6 юли 2005 г. 